# 谢丝廷·安德森
谢丝廷·安德森（挪威語：Kjerstin Andersen，1958年11月23日—），生于波什格伦，挪威女子手球运动员。她曾代表挪威国家队参加1988年夏季奥林匹克运动会手球比赛，获得一枚银牌。